# Abckiria

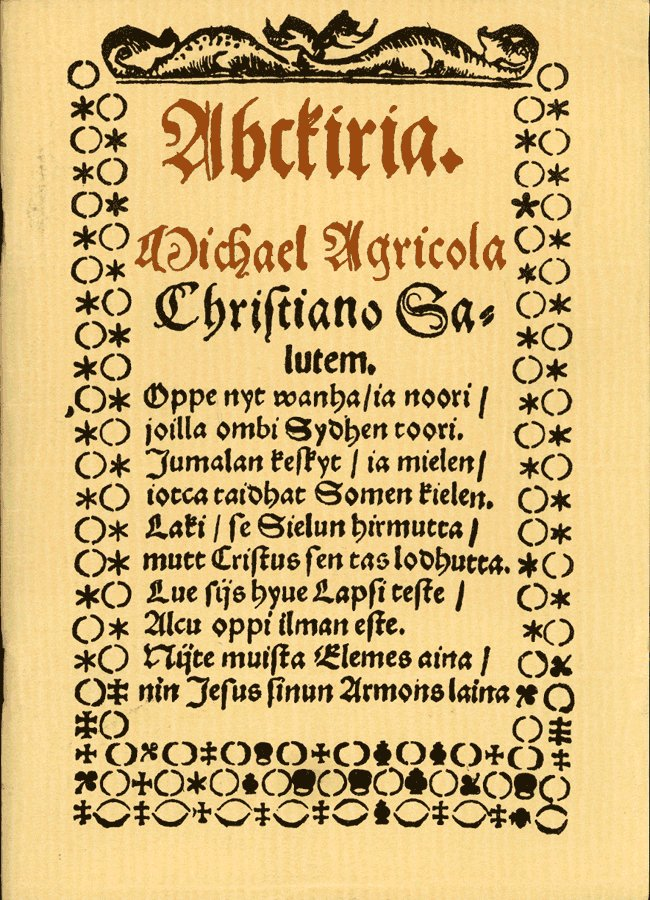
La prima pagina dell'Abckiria.

L'Abckiria (conosciuto anche come ABC-kiria o ABC-kirja in finlandese moderno) è il primo libro stampato e pubblicato in lingua finlandese. Il titolo vuol dire "Il libro dell'ABC".
Venne scritto dal vescovo riformista Mikael Agricola e fu pubblicato per la prima volta nel 1543. Agricola scrisse questo libro mentre stava lavorando alla prima traduzione in finlandese del Nuovo Testamento, opera che terminò nel 1548 col titolo Se Wsi Testamenti.
L'Abckiria era un manuale elementare il cui scopo era insegnare a leggere e a scrivere. Conteneva l'alfabeto, esercizi di ortografia, il Catechismo, i Dieci Comandamenti, il Padre Nostro, una illustrazione dei Sacramenti, una serie di preghiere per la giornata e i numeri. La prima edizione contava sedici pagine, mentre la seconda, probabilmente pubblicata nel 1551, era di ventiquattro pagine. Non sono rimasti esemplari completi di queste due edizioni, tuttavia è stato possibile recuperarne i contenuti collazionando i materiali esistenti.
Oggigiorno la parte più nota del libro è il poema d'apertura, i cui primi versi sono:
Il poema continua così: